# Єсім (Аксуатський район)
Єсі́м (каз. Есім) — село у складі Аксуатського району Абайської області Казахстану. Входить до складу Ойшиліцького сільського округу.
Населення — 54 особи (2021; 157 у 2009, 259 у 1999, 379 у 1989).
Національний склад станом на 1989 рік:
- казахи — 100 %

У радянські часи мало також назву Беріктал.